# Ulrich Halbreiter

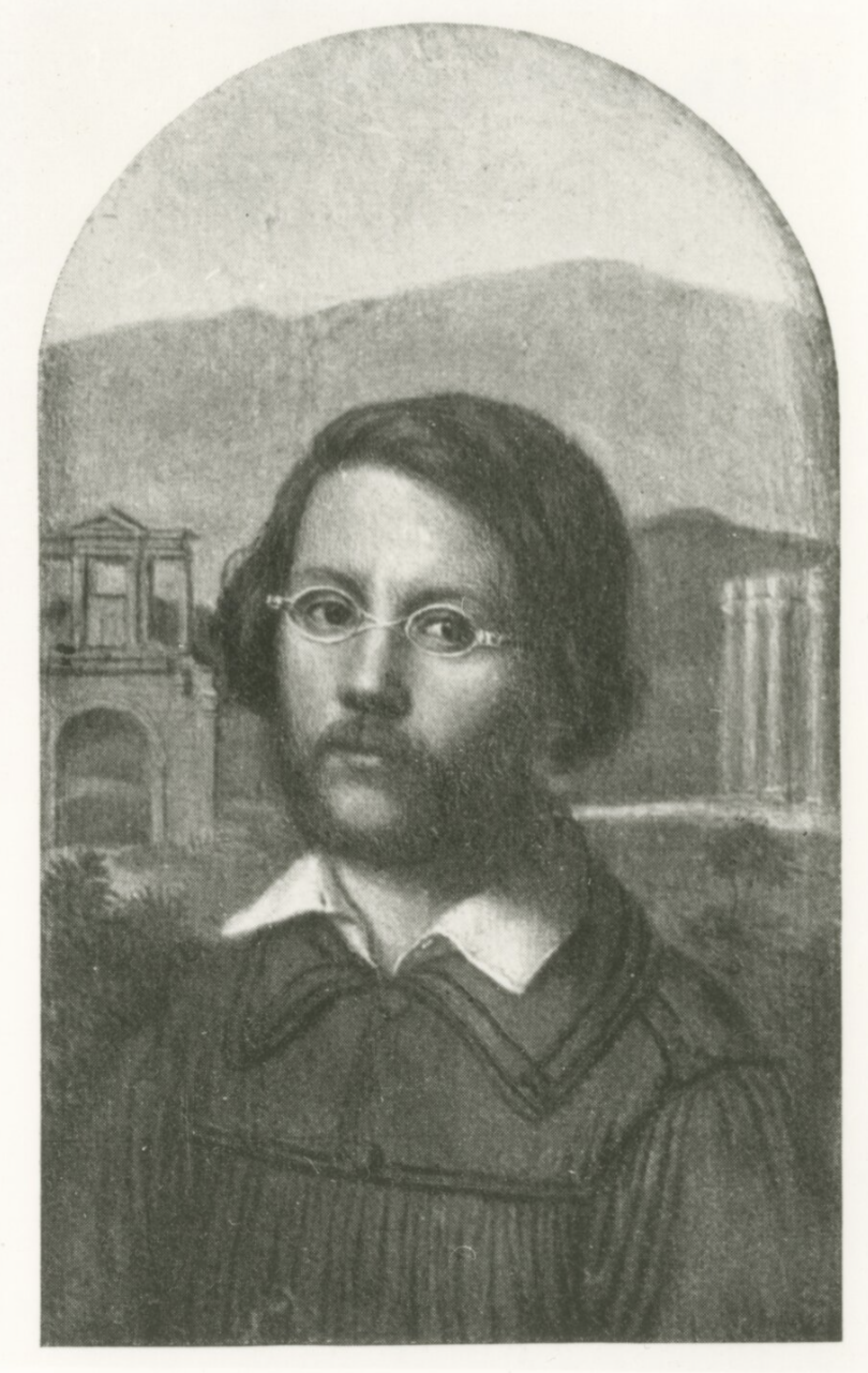
Porträt von Ulrich Halbreiter

Ulrich Halbreiter (* 11. Juli 1812 in Freising; † 26. November 1877 in München) war ein deutscher Historienmaler, Silberarbeiter, Liedersammler und Komponist.

## Leben
Nachdem der Vater, ein Freisinger Bierwirt, den Wohnsitz der Familie nach München verlegt hatte, besuchte Ulrich Halbreiter wie auch sein Bruder Michael die Elementarschule in München. Mit dem 17. November 1826 ist der Eintritt des erst 14-jährigen in die Münchner Königliche Kunstakademie dokumentiert. Hier bildete er sich bei dem Historienmaler Johann Schlotthauer ebenfalls in der Historienmalerei aus. Seinen Lehrer begleitete er 1834 auf eine Studienreise nach Oberitalien. Unter Heinrich Maria von Hess arbeitete er anschließend an der Ausmalung der St.-Bonifaz-Basilika und unter Peter von Cornelius an der Ausmalung der Ludwigskirche in München mit. 1840 reiste er mit Oberbaurat Friedrich von Gärtner, den Malern Joseph Kranzberger (1814–1844), Claudius Schraudolph d. Ä., Joseph Schwarzmann und 10 Gehilfen, sowie den Architekten Friedrich Bürklein, Franz Xaver Beyschlag (1817–1866), Karl Friedrich Andreas Klumpp (1811–1885), Otto von Langenmantel und Eduard Riedel nach Athen, wo er 1842–1843 an den Wandmalereien des Palastes für König Otto von Griechenland mitarbeitete. Ende 1843 reiste Halbreiter über Smyrna nach Konstantinopel, Alexandria und Kairo und weiter zu Pferd über Gaza, Jaffa und Ramlah nach Jerusalem, wo er das Stadtpanorama zeichnete. Auf dem Seeweg setzte er die Reise nach Kaipha (Haifa) und mit einem Kamelritt über Nazareth, Kana (Kafr Kana), Akkon und Sidon nach Beirut fort. Dort schloss er sich einer Karawane nach Damaskus an und kehrte über Baalbeck nach Beirut zurück. Hier entstanden unter anderem Porträts für englische Reisende. Erneut auf dem Seeweg gelangte Halbreiter auf die Insel Zypern, weiter nach Smyrna (Izmir) und schließlich auf die Kykladeninsel Syros. Anfang 1844 reiste er über Malta nach Sizilien (Syrakus, Catania, Messina) und von Palermo über Neapel nach Rom. 1845 kehrte er nach München zurück. Er heiratete Anna Maria Sanktjohanser (* 15. April 1813 in München; † 26. März 1898 in München), Tochter des selbständigen Silberarbeiters und Hausbesitzers in München, Georg Sanktjohanser, und übernahm nach dem Tod des Schwiegervaters dessen Werkstatt für Schmuck- und Dekorationsgegenstände, Perlen- und Edelsteinfassungen in München, Dienerstraße 5. In seine eigene Firma „Sanktjohanser's Erben“ trat er als Lehrling ein und legte die Gesellenprüfung sowie die Meisterprüfung im Silberhandwerk ab. Seit 1854 war er zudem Lehrmeister seines Neffen Adolf Halbreiter. Dessen Sohn Bernhard Halbreiter wurde Bildhauer.
Halbreiter war Mitglied des Münchner Vereins für Christliche Kunst.
Ulrich Halbreiter verfügte über eine gute Singstimme und wirkte als Sänger bei entsprechenden Aufführungen mit. Eine Auswahl seiner Sammlung bayrischer Volkslieder und eigene Kompositionen erschien 1839 unter dem Titel „Bayerische Gebirgslieder“; ein kleiner Cyclus „Soldaten-G’sangeln“, gedichtet von Paul Zipperer, 1848.

## Grabstätte

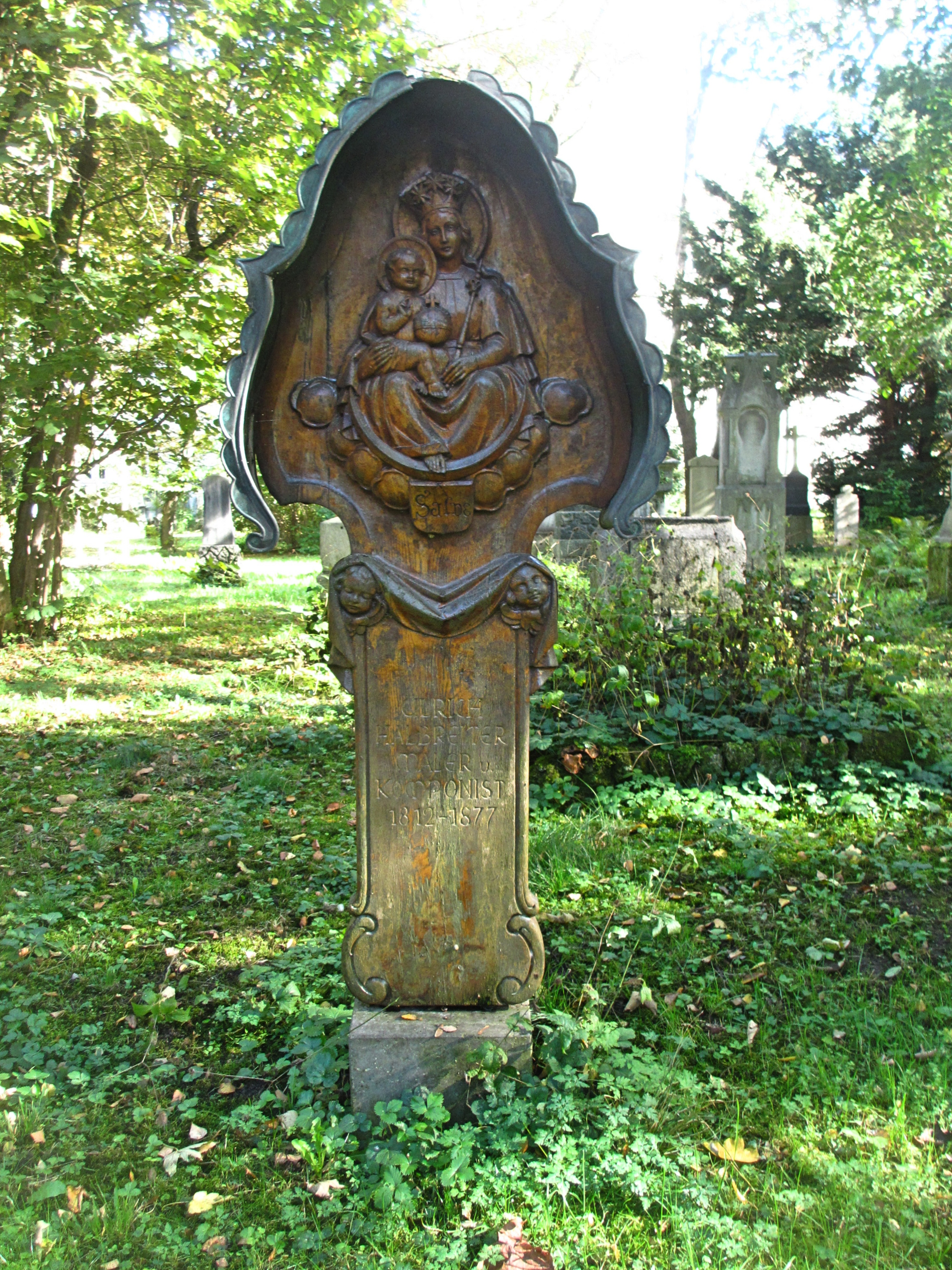
Grab von Ulrich Halbreiter auf dem Alten Südlichen Friedhof in München

Die Grabstätte von Ulrich Halbreiter befindet sich auf dem Alten Südlichen Friedhof in München (Gräberfeld 8 – Reihe 10 – Platz 34/35) Standort.

## Namensgeber für Straße
Nach Ulrich Halbreiter und seinem Neffen Adolf Halbreiter wurde 1947 die Alpspitzstraße im Stadtteil Solln (Stadtbezirk 19 - Thalkirchen-Obersendling-Forstenried-Fürstenried-Solln) Standort in Halbreiterstraße umbenannt.

## Ausstellungen
- Münchner Jahresausstellung 1851 (Verzeichnis der Werke hiesiger und auswärtiger Künstler, welche auf der diesjährigen von der K.B.Akademie der bildenden Künste veranstalteten Kunstausstellung sich befinden. München, Schurich, 1851): Gemälde, Nr. 99: Die Himmelfahrt Mariens, großes Altarbild; Nr. 100: Scenen aus dem griechischen Freiheitskampfe. Carton, als Theil des Frieses, welcher in der neuen königlichen Residenz zu Athen in Fresco ausgeführt wurde; Nr. 101: Die Anbetung des neugeborenen Weltheilandes durch die Könige und Hirten. Aquarellskizze zu einem Altarbilde; Nr. 102: Die Aussicht vom Balkon der k.Residenz in Athen; Lithographien. Nr. 387–392: Borum, Andr. und Carl Lebschée, in München: 6 Blätter mit 90 Ansichten aus Palästina und Syrien nach den Skizzen von Halbreiter.
- Münchner Jahresausstellung 1858: Kopien (verkleinert) nach Altarbildern in England und für die Schlosskapelle Arco-Valley in Ried am Inn.

## Werke
Wandmalerei:
- Mitarbeit an der Ausmalung der Ludwigskirche in München: Ordensstifter. Fresko im Kreuzgewölbe des Querschiffs, Entwurf von Peter Cornelius, Karton von Joseph Kranzberger; Patriarchen und Propheten, Fresken im Chor, Entwurf von Peter Cornelius, unter Mitarbeit von Kranzberger, Lang und Lacher; Kirchenväter Hieronymus als Kardinal mit dem Löwen, Ambrosius als Bischof mit dem Bienenkorb, Fresko an der Decke des Seitenchors links vom Hochaltar, nach Entwurf und Karton von Karl Heinrich Hermann.
- 1842–1843: Szenen aus den Befreiungskämpfen Griechenlands nach Entwürfen von Ludwig von Schwanthaler: Schlacht bei Karbonissi (Porträt des Sohnes von Marko Bozzari), Verheerung von Morea unter Ibrahim Pascha, Verteidigung von Missolunghi sowie Mitarbeit an weiteren Figurengruppen, rot auf schwarzem Grund, für den Tanzsaal; mit Thomas Guggenberger, Joseph Scherer und Franz Wurm aus München.
- Ab 1845: Rundgemälde mit der vom Ölberg aus gezeichneten Ansicht von Jerusalem und Umgebung; mit August Löffler (Landschaft) sowie Ferdinand Piloty (Figuren) und Theodor Horschelt (Pferde und Kamele). Zunächst in einem Garten in der Münchner Gabelsbergerstraße aufgebaut und gegen Entgelt gezeigt, danach in Wien, Berlin und Köln ausgestellt. Geschenk an Papst Pius IX. in Rom (Lateran); Verbleib unbekannt. Reproduktion: Kupferstich von Ruf in Zürich; Lithographie (6 Blätter mit je einer größeren Ansicht im Mittelbild und vierzehn kleineren, umrahmenden Veduten) nach Zeichnungen von Carl August Lebschée und Andreas Borum.

Ölgemälde:
- Bildnisse der herzoglichen Familie und Engelsköpfe für einen Altar der Ölbergkapelle in Jerusalem, Auftrag Herzog Max in Bayern.
- Aussicht vom Balkon der k. Residenz in Athen, ausgestellt in München 1851.
- Maria mit dem Kinde, ausgestellt in München 1854.
- Christus in der Jugend, ausgestellt in München 1854.
- Die Opferung Mariens, ausgestellt in München 1854 und 1858.
- Der Hl. Joseph, den Jesusknaben liebkosend, ausgestellt in München 1858.
- Das Pfingstfest; Reproduktion als Stich von Carl Friedrich Mayr.
- Die Schutzpatrone St. Petrus und St. Paulus für den durch Friedrich von Gärtner restaurierten Regensburger Dom.
- Ansicht von Athen, Panorama von der Akropolis aus: ehemals München, Neue Pinakothek.
- Hl. Georg:  München, Frauenkirche (Dom).
- „Anbetung der Hirten“, Altarbild, 1846: Erpfting, Pfarrkirche St. Michael; Reproduktion als Kupferstich von Alexander Rordorf.
- Mariä Himmelfahrt, Altarbild 1851: Erbendorf, Oberfranken, Pfarrkirche Mariä Himmelfahrt; ausgestellt: München 1851 und 1854.
- Altarbild, 1852: Hörgertshausen, Krs. Freising, Oberbayern, katholische Pfarrkirche St.Jakobus der Ältere (Seitenaltar).
- Hl. Anna, Altarbild (1858): Sankt Martin im Innkreis, Bezirk Ried, Oberösterreich, Schloss Arco-Zinneberg, St.Florians-Kapelle.

Illustrationen:
- Der Schweissabdruck vom Haupte Christi nach der armenischen Sage, Zeichnung zum Festkalender von Franz Graf von Pocci; 1850 Geburtstagsgeschenk der Münchner Künstler an König Ludwig I.
- Initiale mit Ornamenten; 3 Titelblätter mit Kompositionen aus dem ländlichen Volkstreiben, Lithographien, in: Sammlung auserlesener Gebirgslieder, seiner Hoheit Herrn Herzog Maximilian in Bayern in tiefster Ehrfurcht gewidmet. Verlag Max Ravizza, München 1839; neue Ausgabe: Paul Ernst Rattelmüller, Joseph Keller Verlag, 1983.

## Archivalien
- 6 Briefe an Hyacinth Holland: München, Staatsbibliothek (Hollandiana A1).